# إسرائيل هوروفيتس
إسرائيل هوروفيتس (بالإنجليزية: Israel Horovitz)‏ هو مؤلف وكاتب مسرحي وكاتب سيناريو ومخرج وممثل أمريكي، ولد في 31 مارس 1939 في الولايات المتحدة. من الجوائز التي نالها زمالة غوغنهايم.

## جوائز
- زمالة غوغنهايم

## وصلات خارجية
- إسرائيل هوروفيتس على موقع IMDb (الإنجليزية)
- إسرائيل هوروفيتس على موقع ألو سيني (الفرنسية)
- إسرائيل هوروفيتس على موقع أول موفي (الإنجليزية)
- إسرائيل هوروفيتس على موقع قاعدة بيانات برودواي على الإنترنت (الإنجليزية)
- إسرائيل هوروفيتس على موقع قاعدة بيانات الأفلام السويدية (السويدية)
- إسرائيل هوروفيتس على موقع قاعدة بيانات الفيلم (الإنجليزية)
- إسرائيل هوروفيتس على موقع كينوبويسك (الروسية)